# I arrondissement di Parigi
Il I arrondissement di Parigi è una suddivisione della capitale francese. Si tratta di uno dei più antichi quartieri della città, risalente al Medioevo, oggi l'arrondissement meno popolato.
Il I arrondissement confina a sud col VII ed il VI arrondissement, ad ovest con l'VIII arrondissement, a nord col II arrondissement e ad est con il III ed il IV arrondissement. Situato sulla rive droite, comprende anche la parte occidentale dell'Île de la Cité.

## Società

### Evoluzione demografica
| Anno                        | Abitanti | Densità di popolazione (ab./km2) |
| --------------------------- | -------- | -------------------------------- |
| 1861 (picco di popolazione) | 89 519   | 49 025                           |
| 1872                        | 74 286   | 40 593                           |
| 1954                        | 38 926   | 21 271                           |
| 1962                        | 36 543   | 20 013                           |
| 1968                        | 32 332   | 17 706                           |
| 1975                        | 22 793   | 12 482                           |
| 1982                        | 18 509   | 10 136                           |
| 1990                        | 18 360   | 10 055                           |
| 1999                        | 16 888   | 9 228                            |
| 2006                        | 17 745   | 9 697                            |
| 2009                        | 17 614   | 9 651                            |
| 2011                        | 17 443   | 9 532                            |
| 2017                        | 16 395   | 8 959                            |

## Principali monumenti

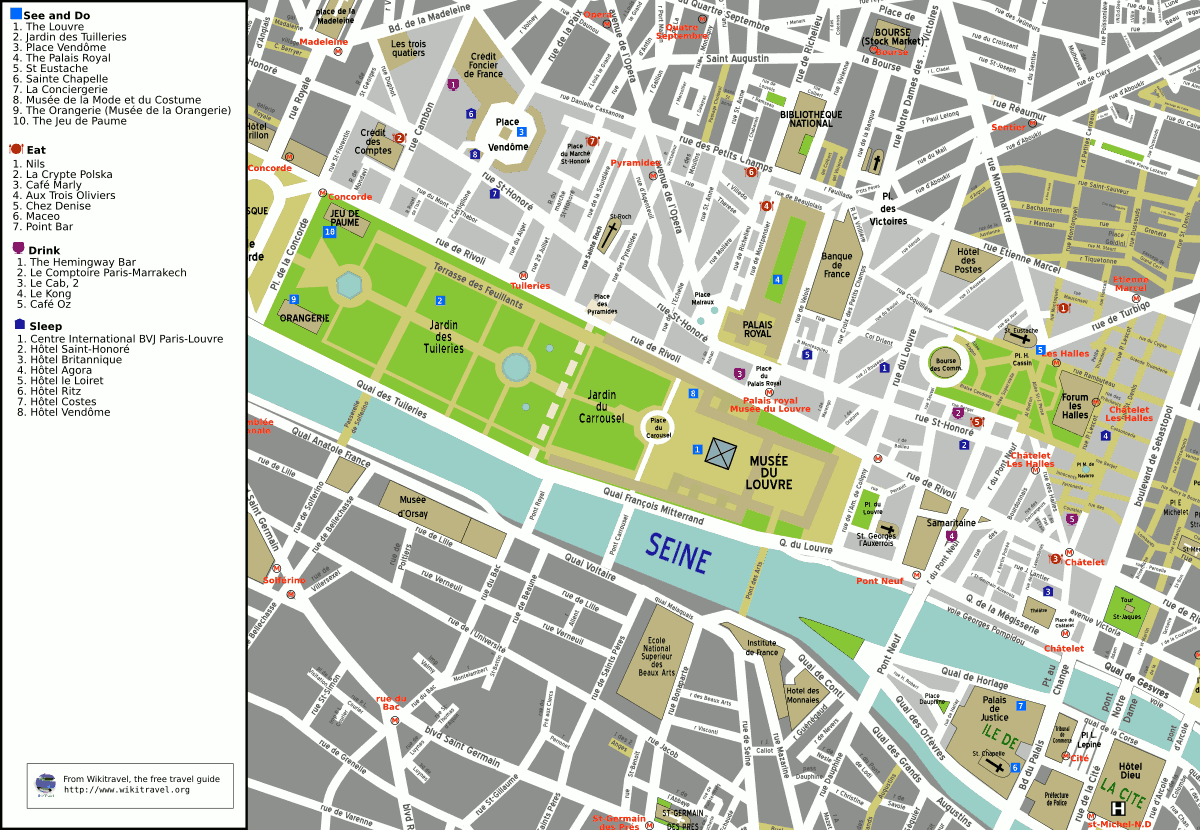
Mappa dell'arrondissement

### Edifici religiosi
- Chiesa di Notre-Dame de l'Assomption
- Chiesa di Saint-Germain-L'Auxerrois
- Chiesa di Saint-Eustache
- Chiesa di Saint-Roch
- Sainte-Chapelle
- Tempio protestante dell'Oratorio del Louvre

### Musei e istituzioni pubbliche

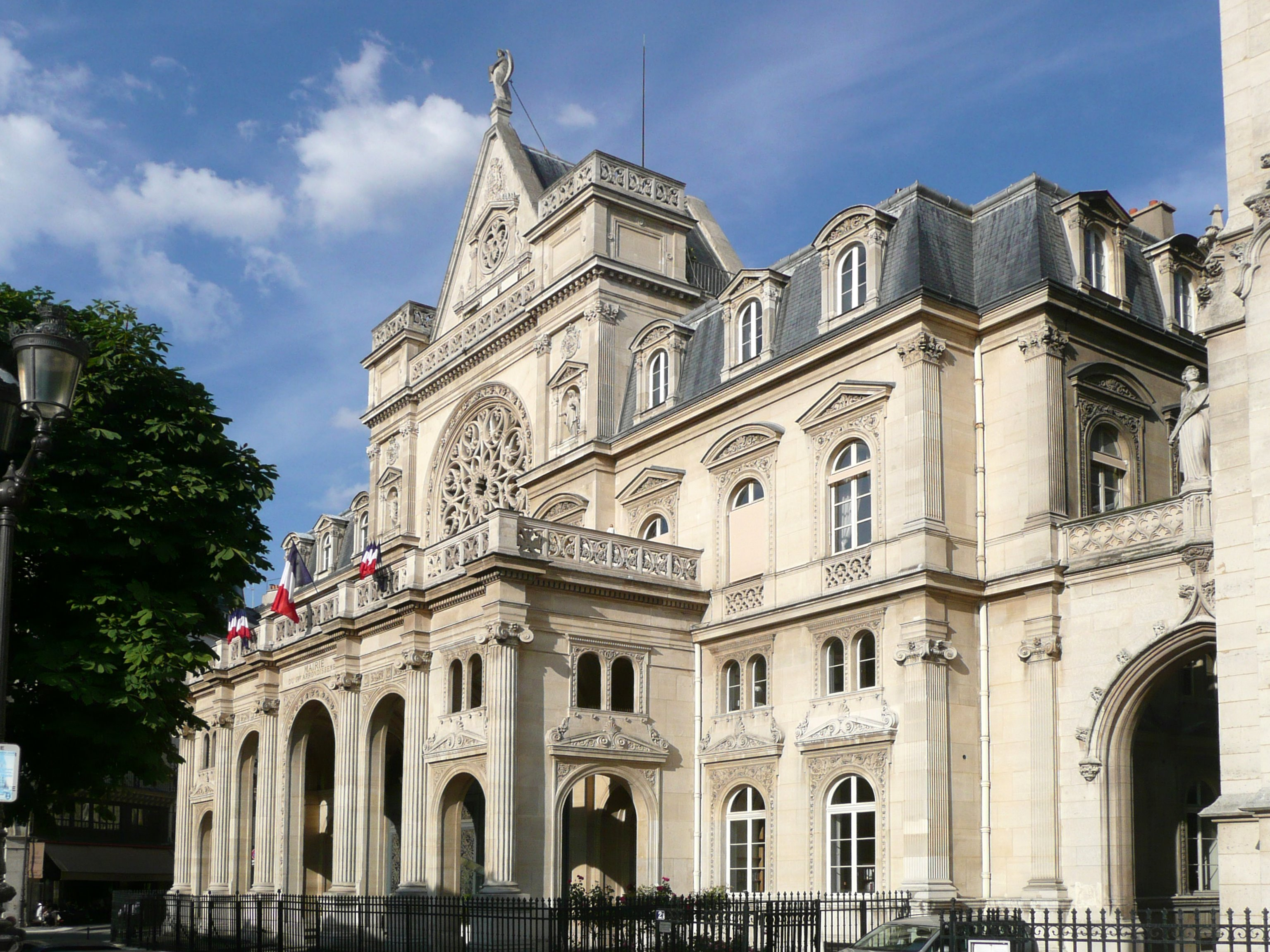
La mairie del I arrondissement, in prossimità della chiesa di Saint-Germain-l'Auxerrois
della quale riproduce una parte della facciata

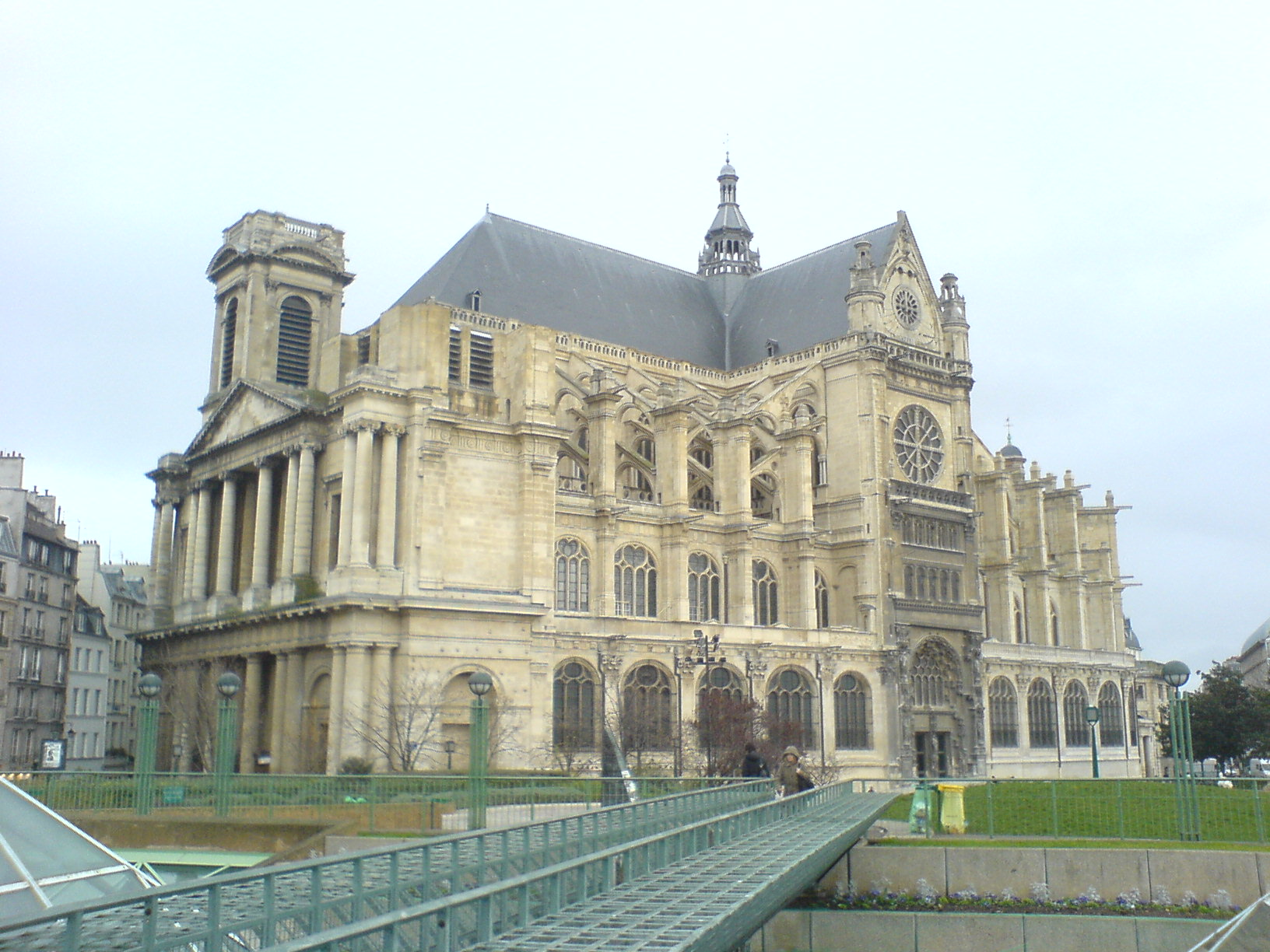
La facciata della chiesa di Saint-Eustache, con la torre sud incompleta

- Bourse du commerce et de l'industrie
- Banque de France
- Ministero della giustizia
- Musée du Louvre
- Palazzo del Louvre
- Palais-Royal
- Colonna Medici
- Credito fondiario di Francia

### Monumenti ed edifici civili

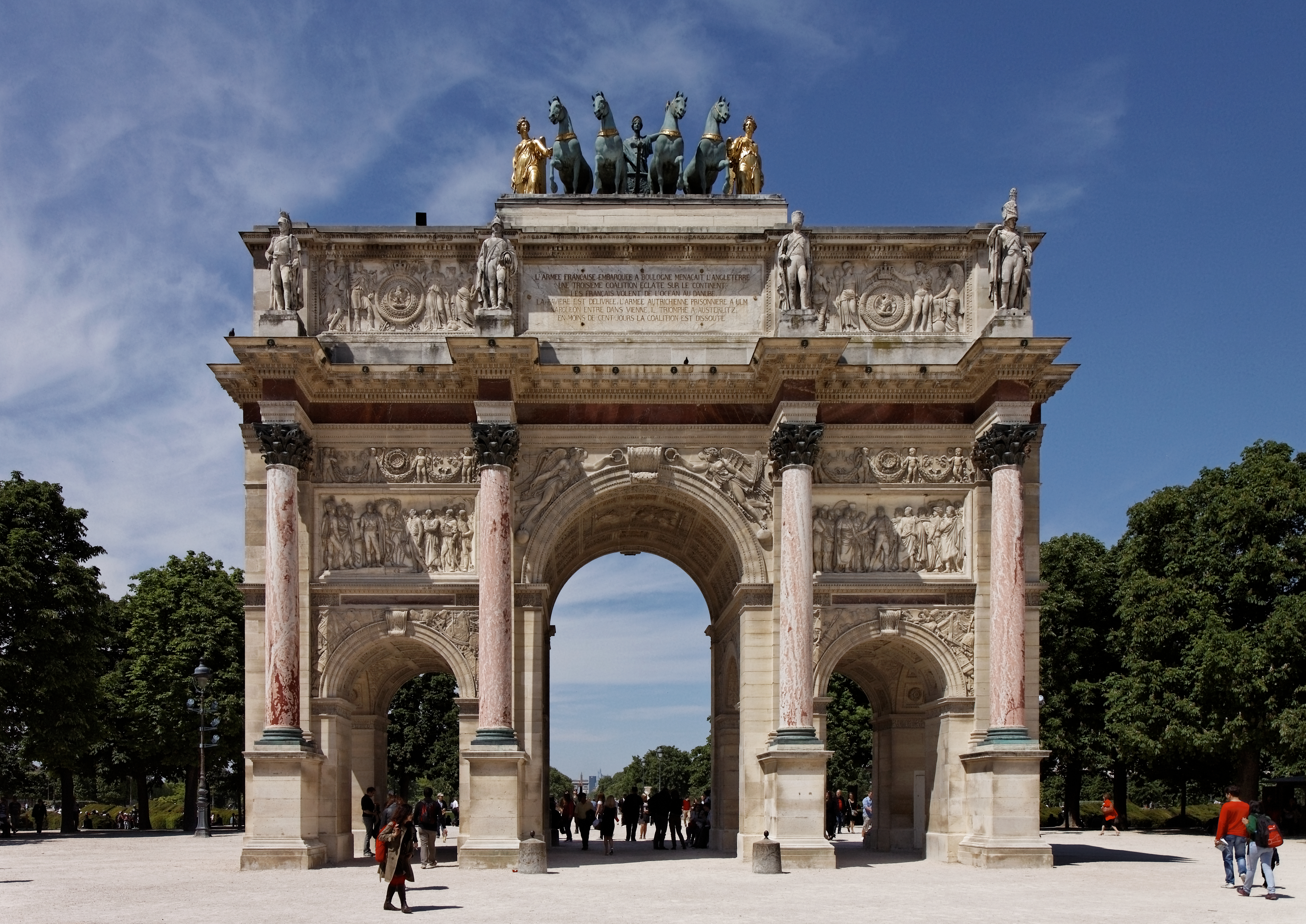
Arco di Trionfo del Carrousel

I quartieri e i confini dell'arrondissement

- Colonna Vendôme
- Théâtre du Châtelet
- Arco di Trionfo del Carrousel
- Conciergerie
- Forum des Halles
- La Samaritaine
- Écoute, scultura

## Spazi verdi
Grazie in particolare alla presenza del Giardino delle Tuileries e del Giardino del Carrousel, il I arrondissement ha la più vasta area di verde pubblico della città (escludendo il Bois de Boulogne e il Bois de Vincennes), con 46 ettari di aree verdi sul totale di 270 di Parigi. Gli altri sono i seguenti:
- Jardin Nelson Mandela (già Jardin des Halles)
- Jardin de l'Infante
- Jardin de l'Oratoire
- Jardin du Palais royal
- Square du Vert Galant

## Strade principali
- rue Berger
- rue des Bourdonnais
- place du Châtelet
- rue Croix des Petits-Champs
- rue Etienne Marcel
- rue Jean-Jacques Rousseau
- quai du Louvre
- rue du Louvre
- boulevard de la Madeleine
- quai de la Mégisserie
- rue Montmartre
- avenue de l'Opéra
- rue du Pont Neuf
- rue Rambuteau
- rue de Rivoli
- rue Saint-Denis
- rue Saint Honoré
- boulevard Sébastopol
- quai des Tuileries
- rue de Turbigo
- place Vendôme
- rue des Petits-Champs

## Quartieri
Come gli altri arrondissement della città, è suddiviso in quattro quartieri amministrativi:
- Saint-Germain-l'Auxerrois (1º quartiere di Parigi)
- Halles (2º quartiere di Parigi)
- Palais-Royal (3º quartiere di Parigi)
- Place-Vendôme (4º quartiere di Parigi)